# 学校法人駒込学園
学校法人駒込学園（がっこうほうじんこまごめがくえん）は、日本の学校法人。

## 教育理念
伝教大師･最澄が「山家学生式」という書物の中に書き残した「一隅を照らす」という言葉を教育の理念として掲げている。

## 運営学校
- 駒込中学校・高等学校